# 栗原市立築館中学校
栗原市立築館中学校（くりはらしりつ つきだてちゅうがっこう）は、宮城県栗原市築館高田2丁目にある公立中学校。

## 概要
栗原市南東部の国道4号線沿いの高台にあり、学校の東方数kmのところには野鳥の飛来で知られている伊豆沼・内沼がある。
また東北自動車道の築館IC、東北新幹線のくりこま高原駅や築館バイパスも近く、市街地の中心部の南に位置する。学区内の小学校は築館小学校、玉沢小学校、宮野小学校、富野小学校の4校あり、当校へは自転車通学の生徒が大半を占めている。

## 教育目標
めざす生徒象
- 健康に生きる生徒
- 主体的に生きる生徒
- 心豊かに生きる生徒

## 沿革
- 1966年（昭和41年）4月1日 - 築館、宮野、富野、玉沢の4つの中学校を統合し、新制の築館町立築館中学校として開校[1][2]。生徒数1,585名、42学級[2]。
- 1968年（昭和43年） - 現在地に校舎完成。授業を開始した6月4日を開校記念日とする[2]。
- 1975年（昭和50年） - 緑化・花壇コンクール全国準特選受賞[2]。
- 1976年（昭和51年） - 緑化・花壇コンクール全国準特選受賞[2]。
- 1997年度（平成9年度） - 校庭の暗渠排水工事完了[2]。
- 2002年度（平成14年度）4月1日 - 栗原中央病院分校を開設[3]。
- 2004年度（平成16年度） - 全国中学校ホッケー大会女子優勝[2]。
- 2005年（平成17年）4月1日 - 町村合併により栗原市が発足し、「栗原市立築館中学校」に改称[2]。
- 2006年度（平成18年度） - 全国中学校ホッケー大会男子準優勝[2]。
- 2008年度（平成20年度） - 校舎改築工事開始[2]。
- 2010年（平成22年）2月18日 - 新校舎での授業を開始[2]。
- 2011年（平成23年）3月11日 - 東日本大震災で、校舎等の一部が被災[2]。
- 2012年（平成24年）3月 - 新体育館を落成[2]。
- 2013年（平成25年）1月23日 - プールを落成[2]。
- 2017年度（平成29年度） - 全国中学校ホッケー大会女子第3位[2]。
- 2018年（平成30年）3月31日 - 栗原中央病院分校を廃止[4]。

## 学区
（築館の）上町区、南町区、中町区、西町区、北町区、下町区、東町区、伊豆一区、伊豆二区、駅前区、坂下区、館下区、赤坂区、成田区、佐野区、萩沢区、高森区、下萩沢区、横須賀区、蟹沢区、築場南区、上照越区、中照越区、下照越区、八沢区、太田区、秋山区、本木区、八幡町区、宮野上町区、宮野下町区、留場北区、芋埣区、花の木区、大堀区、黒瀬区、沖富区、根岸区

## アクセス
- 東北自動車道 - 築館ICから車で5分。
- 栗原市民バス古川線の「築中前」停留所下車。

## 著名な卒業生
- 高望山大造 - 大相撲関脇力士
- 三橋亜記 - 2012年ロンドンオリンピックホッケー女子日本代表